# Javier Eduardo López
Javier Eduardo López Ramírez (Torreón, 17 settembre 1994) è un calciatore messicano, centrocampista del Pachuca.

## Carriera
Cresciuto nel settore giovanile del Guadalajara, ha esordito in prima squadra il 25 febbraio 2013 disputando l'incontro di Primera División vinto 2-1 contro il León.

## Palmarès

### Club

#### Competizioni nazionali
- Campionato messicano: 2

Guadalajara: Clausura 2017
Pachuca: Apertura 2022
- Coppa del Messico: 1

Guadalajara: Clausura 2017

#### Competizioni internazionali
- CONCACAF Champions League: 2

Guadalajara: 2018
Pachuca: 2024
- Coppa Intercontinentale FIFA - Derby delle Americhe: 1

Pachuca: 2024
- Coppa Intercontinentale FIFA - Challenger Cup: 1

Pachuca: 2024